# 毛石镇
毛石镇，是中华人民共和国贵州省遵义市汇川区下辖的一个乡镇级行政单位。
2016年3月20日，国务院批复同意贵州省调整遵义市部分行政区划，将原遵义县的毛石镇划归汇川区管辖。

## 行政区划
毛石镇下辖以下地区：
毛石村、台上村、乐遥村、中坝村、白花村和大梨村。